# Abraxas latizonata
Abraxas latizonata là một loài bướm đêm trong họ Geometridae.